# Cry for the Moon
„Cry for the Moon“ je singl obsahující písně „Cry for the Moon“ a „Run for a Fall“ z alba The Phantom Agony (2003) od nizozemské symphonicmetalové hudební skupiny Epica vydaný v květnu 2004. O pár měsíců později byl k písni „Cry for the Moon“ v rámci DVD We Will Take You with Us natočen videoklip, jehož neoficiální verze na internetovém serveru YouTube má přes 25 milionů zhlédnutí.

## Seznam skladeb
1. Cry for the Moon (singl verze)
2. Cry for the Moon
3. Run for a Fall (singl verze)
4. Run for a Fall

## Obsazení
- Simone Simons – mezzosopránový zpěv
- Mark Jansen – kytara, growling, screaming
- Ad Sluijter – kytara
- Coen Janssen – klávesy
- Yves Huts – basová kytara
- Jeroen Simons – bicí